# Charles Ericksen
Karl Fredrik Ericksen, detto Charles (Tønsberg, 20 giugno 1875 – Brooklyn, 23 febbraio 1916), è stato un lottatore norvegese naturalizzato statunitense.
Partecipò alle gare di lotta dei pesi welter ai Giochi olimpici di Saint Louis 1904, dove riuscì a vincere la medaglia d'oro. La sua medaglia d'oro è attribuita agli Stati Uniti d'America.
Nel 2012, alcuni storici norvegesi scoprirono che Ericksen non ricevette la cittadinanza statunitense prima del 22 marzo 1905. Gli storici fecero una petizione per chiedere al CIO che la sua medaglia venisse attribuita alla Norvegia.